# 请你记住我
《请你记住我》（英語：Please Remember Me）是2018年中国大陆爱情片，原名《浮生梦影》，导演彭小莲，主演黄宗英、贾一平、冯文娟。该片讲述了县剧团的女演员“彩云”到上海市寻找“明星梦”的故事。2018年11月30日在中国大陆上映。

## 演员
- 黄宗英 出演 黄宗英，丈夫是赵丹。
- 冯文娟 出演 年轻黄宗英。
- 贾一平 出演 年轻赵丹

- 贾一平 出演 阿伟，摄影助理，一直想拍摄一部有关电影演员赵丹、黄宗英的纪录片。

- 冯文娟 出演 彩云，县剧团的演员，和阿伟是儿时玩伴，后来相爱。

- 徐才根 出演 徐才根

- 肖雄 出演 潘导演

- 张炭 出演 炭哥

## 制作
导演彭小莲和陈凯歌、田壮壮、李少红是北京电影学院78班同学，在拍摄《请你记住我》时，已经身患癌症，次年6月19日去世。